# Wallengrenia otho
Wallengrenia otho este un fluture din familia Hesperiidae. Acesta a fost inițial descris de Smith în anul 1797. Se poate găsi din estul statului Texas și sud-estul Statelor Unite, la sud în Indiile de Vest și America Centrală până în Argentina. Fluturi rătăciți pot fi găsiți în nord chiar până în Missouri, nordul Kentucky și Delaware.

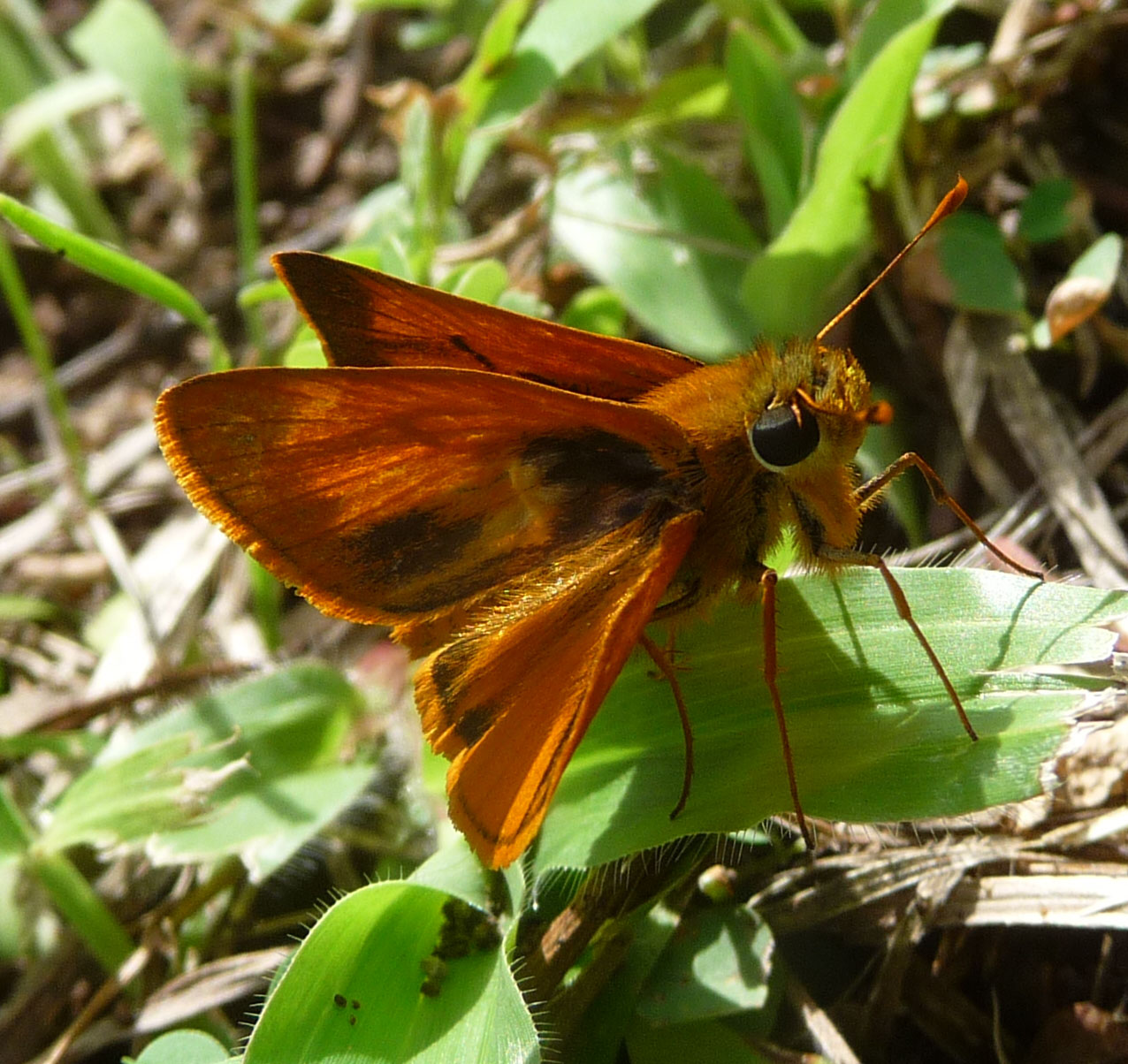
Wallengrenia otho ophites, mascul

Anvergura aripilor este de 24-35 mm. Adulții zboară din aprilie până în octombrie, în două generații (uneori o a treia generație parțială), în cea mai mare parte din America de Nord. În peninsula Florida și sudul Texas, adulții zboară pe tot parcursul anului.
Larvele se hrănesc cu specii de Paspalum și Stenotaphrum secundatum. Adulții se hrănesc cu nectarul din flori precum Pontederia, Prunella și Clethra.

## Subspecii
- Wallengrenia otho otho (din Georgia până în Mexic și Brazilia (Amazonas))
- Wallengrenia otho drury (Latreille, [1824]) (Pennsylvania, Puerto Rico)
- Wallengrenia otho clavus (Erichson, 1848) (din Mexic până în Brazilia, Trinidad, Guyana, Surinam, Venezuela)
- Wallengrenia otho misera (Lucas, 1857) (Cuba, Bahamas, Honduras)
- Wallengrenia otho ophites (Mabille, 1878) (Antile, Dominica)
- Wallengrenia otho vesuria (Plötz, 1882) (Jamaica)
- Wallengrenia otho sapuca Evans, 1955 (Paraguay)